# Unyi
Unyi (oroszul: Уни) városi jellegű település Oroszország Kirovi területén, az Unyi járás székhelye.
Lakossága: 4592 fő (a 2010. évi népszámláláskor).

## Fekvése
A Kirovi terület délkeleti részén, Kirov területi székhelytől 189 km-re helyezkedik el. A legközelebbi vasútállomás 75 km-re északra van, a transzszibériai vasútvonal északi ágának Kirov–Glazov közötti szakaszán fekvő Faljonki.
Közút köti össze északnyugat felé Bogorodszkoje, délnyugat felé Nyema járási székhelyekkel is.

## Története
A település a 17. század második felében keletkezett, amikor a területen udmurtok telepedtek le. A 18. század elején a szarapuli „kolonizáció” egyik központja lett, 1762-ben „újonnan megkeresztelt” faluként jegyezték be. A 19. században a Vjatkai kormányzóságban a glazovi ujezd egyik legnagyobb faluja volt, sokan keresték fel évente tartott szarvasmarha- és lóvásárait. Első kórháza 1874-ben létesült.
1929-ben járási székhely lett. 1959-ben az Unyi járást megszüntették, majd 1965 elején ismét létrehozták. A járásban mezőgazdasági termelést és fakitermelést folytatnak, faipari és élelmiszeripari üzemek működnek. 